# 石破天
石破天，原名石中堅，被養母隱瞞身份，從小到大稱呼狗雜種。是金庸武俠小說《俠客行》的男主角，為金庸小說中武功最絕頂的高手之一，書中無人能敵；为人却忠厚老实，性情温和，天赋极高，记性极好，在误打误撞情况下，参透侠客岛上惊天动地的武功秘诀《太玄经》图谱的武功後，武功已達當世巔峰造極之境。文中呼之欲出指明為石中玉的胞弟石中堅。
主角石破天個性與遭遇適合現今年輕人，公元2000年以後也一跃成为年轻读者最喜欢的金庸武侠主角之一，而且武功之高和心思之單純給網民取名人形高達。
登場回數:1-21

## 身分
出場時，只是一個衣衫襤褸的小叫化子。
因母親梅芳姑稱其「狗雜種」，石破天也自稱「狗雜種」，但因容貌肖似，經常被誤認為石中玉，以至被假裝成石中玉。
最後因梅芳姑臂上的守宮砂，令石氏夫婦懷疑石破天為幼子石中堅（原著結局未寫明，但答案相當明顯）。
許多電視劇都將結局補完，例如無線電視（梁朝偉版）將結局改為兩兄弟與父母相認，並一同習得蓋世神功，對付貝海石。

## 生平
狗雜種疑為玄素莊石清、閔柔夫婦的幼子石中堅。
疑因梅芳姑妒忌閔柔被擄到熊耳山，經常遭到梅芳姑打罵。精通厨艺。
到狗雜種十三歲那年，為了找尋梅芳姑，意外遇上石氏夫婦、金刀寨寨主安奉日、雪山派眾弟子和「摩天居士」謝煙客，更得到玄鐵令。
其後，謝煙客為執行玄鐵令的諾言，將狗雜種帶到摩天崖上，並教他內功，要引得他走火入魔而死，誰知便讓他練成一身天下無敵之深厚內功。
數年以後，長樂幫幫眾誤認狗雜種為幫主（化名為石破天的石中玉），並把他帶到總壇。
再經過一連串風波，石破天遇到白萬劍、丁不三、丁不四兄弟，史小翠、張三、李四等高手，武功修為也随之提高。
最後石破天应了龙、木岛主腊八节之约到岛中，由于他目不识丁无法了解李白诗句的含义，但却注意到字体形态而習得了當世第一武功「俠客行」，打败了意欲試招的龙、木岛主，期間三人互擊掌風之力讓石壁表層慢慢剝落，使部分壁上的圖譜文字隨之掉落，「只見石壁上一片片石屑正在慢慢跌落，滿壁的蝌蚪文字也已七零八落，只剩下七八成。」之後龍、木島主在經由石破天窺得「太玄經」的真相後，便命弟子將各石室更加摧毀，隨後告知島上其餘眾人「緣分已盡」，兩人也大願得償並離開人世，而石破天也成為武林第一高手。

## 人物评价
谦虚、纯朴、良善、真诚，对事物完全没有成见，待人完全没有机心，老实亦有老实的好处，他的良善无知，使他在无意之中，毫不费力地修成绝世的神功，达到武功的最高境界。